# Torre d'aigua de Husum
La Torre d'aigua de Husum és la torre d'aigua a la ciutat de Husum a l'estat de Slesvig-Holstein a Alemanya, dissenyada per l'arquitecte von Gerlach. Es va inaugurar el 1902 i va funcionar fins al 1961. És un edifici circular sobre una torre octogonal de 33 m d'altura. Està construït de maons sobre un sòcol de granit d'un gruix de 1,19m que s'estreny cap a 51 al cim, sota la cisterna.

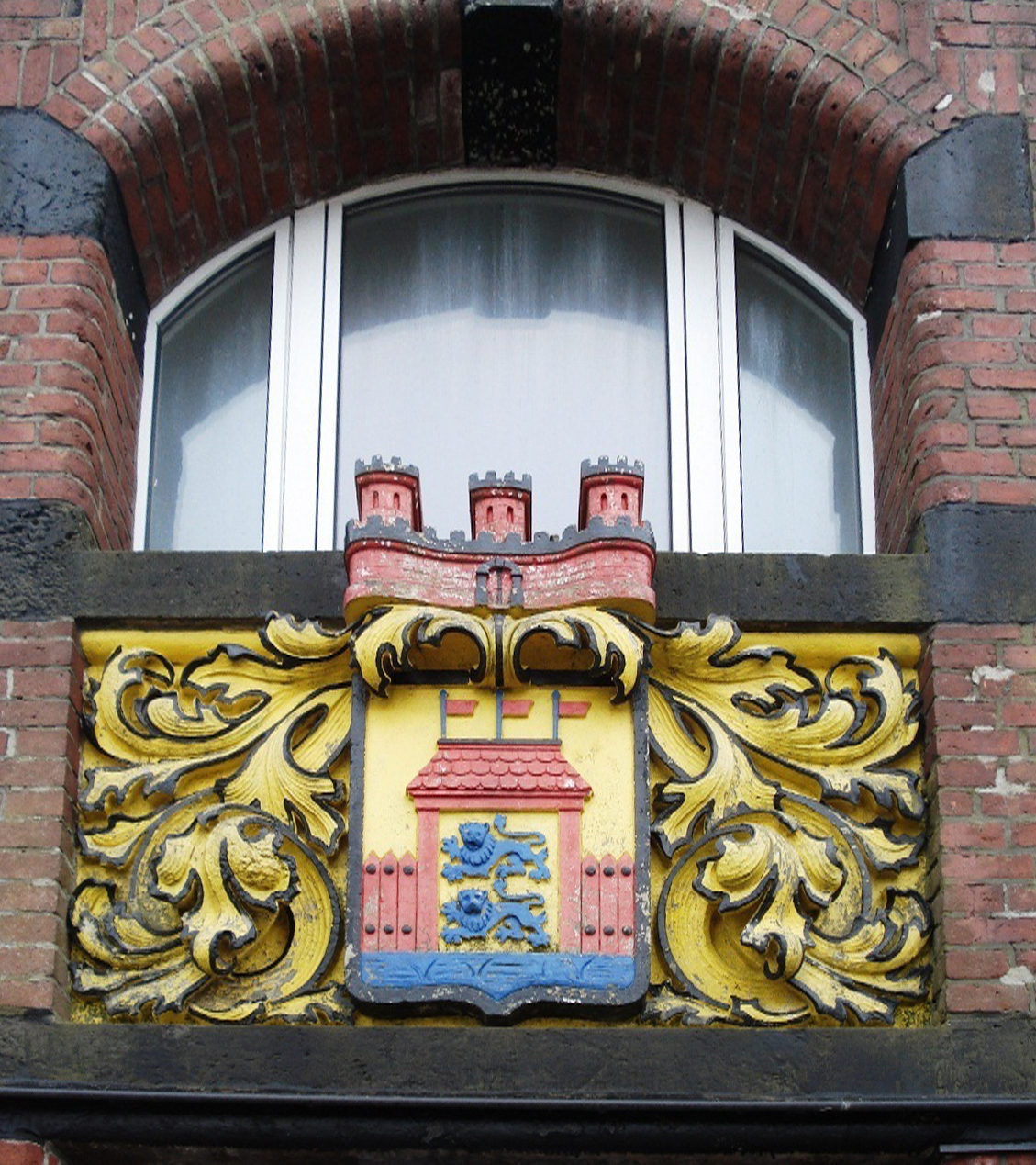
Baix relleu sobre la porta d'entrada amb l'escut de la ciutat

Com que la ciutat d'Husum aleshores no tenia gaire edificis notables, va optar-se per una construcció d'una estètica que havia de fer-ne un edifici emblemàtic com a punt d'orientació, més enllà de la seva mera funció. A l'inici, la torre era coronada d'un penell en forma de gall, que amb el curs del temps va desaparèixer i ser reemplaçat per una antena. La porta de fusta de roure del mestres fuster Peter Hansen, coronat per un baix relleu policrom amb l'escut de la ciutat i les xarneres pel mestre ferrer Enric Dohrn van suscitar l'admiració de la població a la seva inauguració.
La torre va funcionar fins al 1961 i després de la a seva desafectació va quedar abandonada durant dos decennis. El 1983 un corredor d'assegurances van llogar l'edifici per 99 anys i va transformar-lo en oficines. A l'antiga cisterna va instal·lar-se una plataforma panoràmica, i per tal va crear unes finestres. Quatre empreses van establir-se al lloc emblemàtic. La sala panaromànica està oberta al públic, però el seu endegament auster i el preu de l'entrada són subjecte de controvèrsia, la premsa local parla d'un «guardajoies sense contingut».